# Canton de Bréhal
Le canton de Bréhal est une circonscription électorale française, située dans le département de la Manche et la région Normandie.
À la suite du redécoupage cantonal de 2014, les limites territoriales du canton sont remaniées. Le nombre de communes du canton passe de 14 à 30.

## Histoire
De 1833 à 1848, les cantons de Bréhal et de Montmartin avaient le même conseiller général. Le nombre de conseillers généraux était limité à trente par département.
Par décret du 25 février 2014, le nombre de cantons du département est divisé par deux, avec mise en application aux élections départementales de mars 2015. Le canton de Bréhal est conservé et s'agrandit. Il passe de quatorze à trente communes.

## Représentation

### Conseillers d'arrondissement (de 1833 à 1940)
| Période                                  | Période | Identité                          | Étiquette   | Qualité |
| ---------------------------------------- | ------- | --------------------------------- | ----------- | --- |
| 1833                                     | 1836    | Louis Charles Jouenne (1782-1846) |             | Propriétaire, médecin, maire de Cérences                                                                    |
| 1836                                     | 1844    | Antoine Lefèvre                   |             | Juge au tribunal de Coutances                                                                               |
| 1845                                     | 1848    | Baron Gustave Brohon (1804-1871)  |             | Propriétaire du château du Mesnil-de-Bas, maire de Bréhal                                                   |
|                                          |         |                                   |             | |
| 1913                                     | 1940    | Georges Frémin                    | Républicain | Maire de Bricqueville-sur-Mer                                                                               |
| 1940                                     |         |                                   |             | Les conseils d'arrondissement ont été suspendus par la loi du 12 octobre 1940 et n'ont jamais été réactivés |
| Les données manquantes sont à compléter. |         |                                   |             | |

### Conseillers généraux de 1833 à 2015
| Période       | Période                   | Identité                                | Étiquette          | Qualité                                                                                |
| ------------- | ------------------------- | --------------------------------------- | ------------------ | -------------------------------------------------------------------------------------- |
| 1833          | 1843 (décès)              | Baron Paul Brohon                       |                    | Juge de paix, maire de Bréhal (1800-1843)                                              |
| 1844          | 1848                      | Antoine Lefèvre                         |                    | Juge au tribunal de Coutances                                                          |
| 1848          | 1864                      | Baron Gustave Brohon (fils de P.Brohon) |                    | Propriétaire du château du Mesnil-de-Bas, maire de Bréhal, conseiller d'arrondissement |
| 1864          | 1880                      | François Plaine                         | Droite Monarchiste | Sous-préfet honoraire, maire de Coutances (1868-1876)                                  |
| 1880          | 1927 (décès)              | Théogène de La Bellière                 | Républicain        | Médecin, maire de Bréhal                                                               |
| 1927          | 1940                      | Léon Le Pesant                          | Rad.               | Vétérinaire à Cérences, nommé conseiller départemental en 1943                         |
|               |                           |                                         |                    |                                                                                        |
| 1945          | 1949                      | René Rapilly                            | MRP                | Médecin à Bréhal, ancien médecin aide-major à Kaolack, Sénégal                         |
| 1949          | 1949 (décès)              | André Ganne de Beaucoudray              | RPF                | Ingénieur de l'École centrale, banquier, maire de Cérences                             |
| 19 juin 1949  | 1955                      | René Rapilly                            | MRP                | Médecin à Bréhal                                                                       |
| 1955          | 1984 (décès)              | Jean Girot                              | Indépendant        | Maire de Coudeville                                                                    |
| 1984          | 1993 (décès)              | Bernard Rolland                         | DVD                | Adjoint au maire de Bréhal                                                             |
| juillet 1993  | novembre 2012 (démission) | Jean-Marie Remoué                       | RPR puis UMP       | Vétérinaire, maire de Cérences                                                         |
| novembre 2012 | 2015                      | Patricia Lecomte                        | DVD                | Comptable Maire du Loreur                                                              |

Le canton participe à l'élection du député de la troisième circonscription de la Manche, avant et après le redécoupage des circonscriptions pour 2012.

### Conseillers départementaux à partir de 2015
| Période élective | Période élective | Mandat | Mandat   | Identité                | Nuance | Nuance | Qualité                                                            |
| ---------------- | ---------------- | ------ | -------- | ----------------------- | ------ | ------ | ------------------------------------------------------------------ |
| 2015             | 2021             | 2015   | 2021     | Patricia Lecomte        |        | DVD    | Comptable, maire du Loreur                                         |
| 2015             | 2021             | 2015   | 2021     | Alain Navarret          |        | DVG    | Vétérinaire, maire de La Haye-Pesnel                               |
| 2021             | 2028             | 2021   | en cours | Valérie Coupel-Beaufils |        | DVC    | Guide conférencière indépendante, conseillère municipale de Bréhal |
| 2021             | 2028             | 2021   | en cours | Alain Navarret          |        | LREM   | Maire de La Haye-Pesnel                                            |

### Résultats détaillés

#### Élections de mars 2015
À l'issue du 1er tour des élections départementales de 2015, deux binômes sont en ballottage : Patricia Lecomte et Alain Navarret (DVD, 28,18 %) et Jacques Allain et Claire Rousseau (UMP, 27,45 %). Le taux de participation est de 51,97 % (8 261 votants sur 15 895 inscrits) contre 50,67 % au niveau départemental et 50,17 % au niveau national.
Au second tour, Patricia Lecomte et Alain Navarret (DVD) sont élus avec 54,58 % des suffrages exprimés et un taux de participation de 48,53 % (3 695 voix pour 7 715 votants et 15 899 inscrits).
Alain Navarret est membre de LREM et du groupe des élus socialistes et républicains au conseil départemental.

#### Élections de juin 2021
Le premier tour des élections départementales de 2021 est marqué par un très faible taux de participation (33,26 % au niveau national). Dans le canton de Bréhal, ce taux de participation est de 36,51 % (5 904 votants sur 16 169 inscrits) contre 32,67 % au niveau départemental. À l'issue de ce premier tour, deux binômes sont en ballottage : Valérie Coupel-Beaufils et Alain Navarret (DVC, 32,26 %) et Fabienne Chaumat Drugeon et Stephane Stil (DVC, 30,94 %).
Le second tour des élections est marqué une nouvelle fois par une abstention massive équivalente au premier tour. Les taux de participation sont de 34,36 % au niveau national, 32,63 % dans le département et 36,03 % dans le canton de Bréhal. Valérie Coupel-Beaufils et Alain Navarret (DVC) sont élus avec 50,31 % des suffrages exprimés (2 616 voix pour 5 828 votants et 16 175 inscrits),,. 

## Composition

### Composition avant 2015

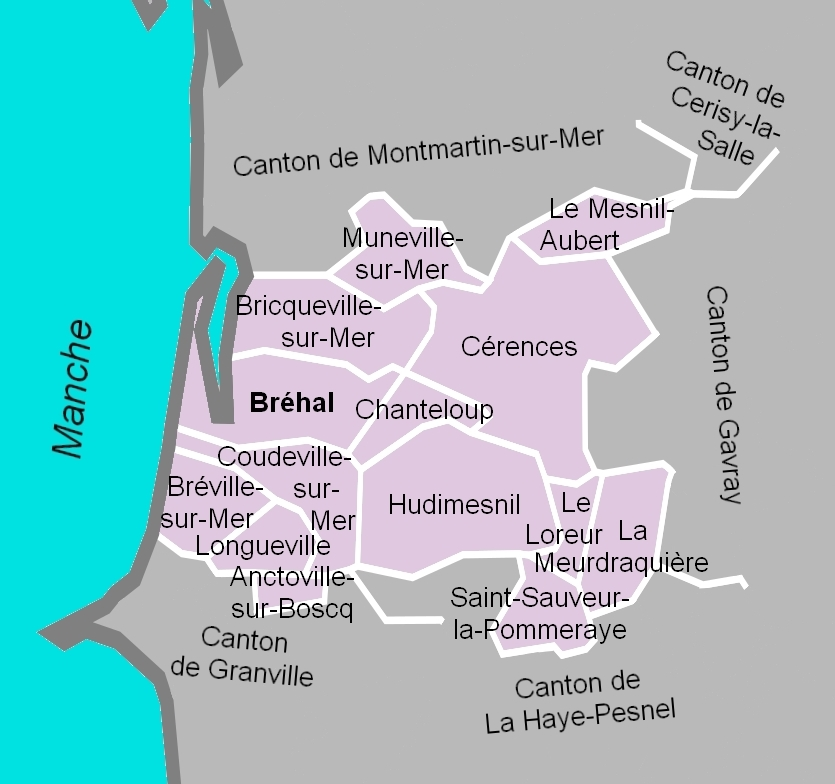
La carte des communes de l'ancien canton. Les cantons limitrophes étaient ceux de Montmartin-sur-Mer, de Cerisy-la-Salle, de Gavray, de La Haye-Pesnel et de Granville.

Situation de l'ancien territoire du canton dans l'arrondissement de Coutances.

Le canton de Bréhal regroupait quatorze communes.
| Nom                        | Code Insee | Codepostal | Superficie (km2) | Population (dernière pop. légale) | Densité (hab./km2) |
| -------------------------- | ---------- | ---------- | ---------------- | --------------------------------- | ------------------ |
| Bréhal (chef-lieu)         | 50076      | 50290      | 12,71            | 3 070 (2012)                      | 242                |
| Anctoville-sur-Boscq       | 50008      | 50400      | 2,15             | 490 (2012)                        | 228                |
| Bréville-sur-Mer           | 50081      | 50290      | 6,86             | 802 (2012)                        | 117                |
| Bricqueville-sur-Mer       | 50085      | 50290      | 12,88            | 1 173 (2012)                      | 91                 |
| Cérences                   | 50109      | 50510      | 26,04            | 1 844 (2012)                      | 71                 |
| Chanteloup                 | 50120      | 50510      | 4,17             | 339 (2012)                        | 81                 |
| Coudeville-sur-Mer         | 50143      | 50290      | 8,70             | 881 (2012)                        | 101                |
| Hudimesnil                 | 50252      | 50510      | 18,68            | 862 (2012)                        | 46                 |
| Longueville                | 50277      | 50290      | 4,07             | 622 (2012)                        | 153                |
| Le Loreur                  | 50278      | 50510      | 3,23             | 252 (2012)                        | 78                 |
| Le Mesnil-Aubert           | 50304      | 50510      | 5,96             | 156 (2012)                        | 26                 |
| La Meurdraquière           | 50327      | 50510      | 7,60             | 157 (2012)                        | 21                 |
| Muneville-sur-Mer          | 50365      | 50290      | 7,42             | 428 (2012)                        | 58                 |
| Saint-Sauveur-la-Pommeraye | 50549      | 50510      | 5,27             | 314 (2012)                        | 60                 |

À la suite du redécoupage des cantons pour 2015, toutes les communes sont à nouveau rattachées au canton de Bréhal auquel s'ajoutent deux communes du canton de Granville et quatorze du canton de La Haye-Pesnel.

#### Anciennes communes
Les anciennes communes suivantes étaient incluses dans le territoire du canton antérieur à 2015 :
- Saint-Martin-le-Vieux, absorbée entre 1795 et 1800 par Bréhal.
- Sainte-Margueritte, absorbée entre 1795 et 1800 par Bricqueville-sur-Mer.
- Bourey, absorbée en 1964 par Cérences.

### Composition après 2015
Après le redécoupage de 2014, le canton de Bréhal comprenait trente communes entières.
À la suite de la création des communes nouvelles du Grippon par regroupement de deux communes, du Parc par regroupement de trois communes (dont une du canton) et de Sartilly-Baie-Bocage par regroupement de cinq communes (dont une du canton) au 1er janvier 2016, ainsi qu'au décret du 5 mars 2020 rattachant entièrement les communes du Parc et de Sartilly-Baie-Bocage au canton d'Avranches, le canton est désormais composé de vingt-sept communes entières.
| Nom                            | Code Insee | Intercommunalité               | Superficie (km2) | Population (dernière pop. légale) | Densité (hab./km2) | Modifier                                    |
| ------------------------------ | ---------- | ------------------------------ | ---------------- | --------------------------------- | ------------------ | ------------------------------------------- |
| Bréhal (bureau centralisateur) | 50076      | CC de Granville, Terre et Mer  | 12,71            | 3 480 (2022)                      | 274                | modifier les données · modifier les données |
| Anctoville-sur-Boscq           | 50008      | CC de Granville, Terre et Mer  | 2,15             | 438 (2022)                        | 204                | modifier les données · modifier les données |
| Beauchamps                     | 50038      | CC de Granville, Terre et Mer  | 4,10             | 438 (2022)                        | 107                | modifier les données · modifier les données |
| Bréville-sur-Mer               | 50081      | CC de Granville, Terre et Mer  | 6,86             | 785 (2022)                        | 114                | modifier les données · modifier les données |
| Bricqueville-sur-Mer           | 50085      | CC de Granville, Terre et Mer  | 12,88            | 1 263 (2022)                      | 98                 | modifier les données · modifier les données |
| Cérences                       | 50109      | CC de Granville, Terre et Mer  | 26,04            | 1 806 (2022)                      | 69                 | modifier les données · modifier les données |
| Chanteloup                     | 50120      | CC de Granville, Terre et Mer  | 4,17             | 393 (2022)                        | 94                 | modifier les données · modifier les données |
| Coudeville-sur-Mer             | 50143      | CC de Granville, Terre et Mer  | 8,70             | 873 (2022)                        | 100                | modifier les données · modifier les données |
| Équilly                        | 50174      | CC de Granville, Terre et Mer  | 5,65             | 194 (2022)                        | 34                 | modifier les données · modifier les données |
| Folligny                       | 50188      | CC de Granville, Terre et Mer  | 11,80            | 1 109 (2022)                      | 94                 | modifier les données · modifier les données |
| Le Grippon                     | 50115      | CA Mont-Saint-Michel-Normandie | 9,81             | 390 (2022)                        | 40                 | modifier les données · modifier les données |
| La Haye-Pesnel                 | 50237      | CC de Granville, Terre et Mer  | 6,29             | 1 261 (2022)                      | 200                | modifier les données · modifier les données |
| Hocquigny                      | 50247      | CC de Granville, Terre et Mer  | 3,05             | 194 (2022)                        | 64                 | modifier les données · modifier les données |
| Hudimesnil                     | 50252      | CC de Granville, Terre et Mer  | 18,68            | 926 (2022)                        | 50                 | modifier les données · modifier les données |
| Longueville                    | 50277      | CC de Granville, Terre et Mer  | 4,07             | 612 (2022)                        | 150                | modifier les données · modifier les données |
| Le Loreur                      | 50278      | CC de Granville, Terre et Mer  | 3,23             | 262 (2022)                        | 81                 | modifier les données · modifier les données |
| La Lucerne-d'Outremer          | 50281      | CC de Granville, Terre et Mer  | 14,48            | 847 (2022)                        | 58                 | modifier les données · modifier les données |
| Le Luot                        | 50282      | CA Mont-Saint-Michel-Normandie | 8,50             | 285 (2022)                        | 34                 | modifier les données · modifier les données |
| Le Mesnil-Aubert               | 50304      | CC de Granville, Terre et Mer  | 5,96             | 195 (2022)                        | 33                 | modifier les données · modifier les données |
| La Meurdraquière               | 50327      | CC de Granville, Terre et Mer  | 7,60             | 195 (2022)                        | 26                 | modifier les données · modifier les données |
| La Mouche                      | 50361      | CC de Granville, Terre et Mer  | 4,43             | 246 (2022)                        | 56                 | modifier les données · modifier les données |
| Muneville-sur-Mer              | 50365      | CC de Granville, Terre et Mer  | 7,42             | 494 (2022)                        | 67                 | modifier les données · modifier les données |
| Saint-Aubin-des-Préaux         | 50447      | CC de Granville, Terre et Mer  | 8,24             | 475 (2022)                        | 58                 | modifier les données · modifier les données |
| Saint-Jean-des-Champs          | 50493      | CC de Granville, Terre et Mer  | 19,40            | 1 521 (2022)                      | 78                 | modifier les données · modifier les données |
| Saint-Planchers                | 50541      | CC de Granville, Terre et Mer  | 11,96            | 1 451 (2022)                      | 121                | modifier les données · modifier les données |
| Saint-Sauveur-la-Pommeraye     | 50549      | CC de Granville, Terre et Mer  | 5,27             | 401 (2022)                        | 76                 | modifier les données · modifier les données |
| Subligny                       | 50584      | CA Mont-Saint-Michel-Normandie | 8,00             | 377 (2022)                        | 47                 | modifier les données · modifier les données |
| Canton de Bréhal               | 5003       |                                | 241,45           | 20 911 (2022)                     | 87                 | modifier les données                        |

## Démographie

### Démographie avant 2015
| 1962  | 1968  | 1975  | 1982  | 1990  | 1999  | 2006   | 2011   | 2012   |
| ----- | ----- | ----- | ----- | ----- | ----- | ------ | ------ | ------ |
| 7 917 | 7 600 | 7 886 | 8 503 | 8 881 | 9 578 | 10 672 | 11 352 | 11 390 |

### Démographie depuis 2015
En 2022, le canton comptait 20 911 habitants, en évolution de −0,23 % par rapport à 2016 (Manche : −0,31 %, France hors Mayotte : +2,11 %).
| 2013   | 2018   | 2022   |
| ------ | ------ | ------ |
| 20 457 | 21 082 | 20 911 |